# Tschammerpokal 1939 / Gau Mitte
Der Tschammerpokal-Gau-Mitte-Wettbewerb 1939 war der Fünfte seiner Art nach seiner Installierung im Jahre 1935. Er stellt die Gau-regionale Vor-Qualifikation für die überregionalen Fußball-Endrunden des Tschammerpokals 1939 dar.

## Modus
Spielberechtigt waren Vereine aus dem Gau Mitte, wobei die Vereine der Bezirksklassen erst ab der Zwischenrunde und die Vertreter der Gauliga erst zur Hauptrunde in den Wettbewerb einstiegen. Auf drei unterklassig besetzte Vorrunden, folgten drei Zwischenrunden, die alle regional begrenzt ausgespielt wurden. Die erste Hauptrunde wurde Gaubezirks-übergreifend ausgetragen. Ab der dritten Hauptrunde, wurden aus den bestehenden reichsweiten Gauen mehrere, sogenannte Gaugruppen nach geographischen Gesichtspunkten gebildet. Meist drei, oder auch vier Gaue bildeten hierbei eine Gaugruppe. Die Vereine aus dem Gau Mitte, mussten sich wiederum mit Vereinen des Gau Nordmark und des Gau Niedersachsen messen. Die Gewinner der Partien der dritten Hauptrunde waren neben den Gau-Meistern der Spielzeit 1938/39, für die 1. Schlussrunde des Tschammerpokals 1939 qualifiziert.
Den Gau Mitte repräsentierend, erreichten mit dem 1. SV Jena, dem VfL Halle 96, dem FC Thüringen Weida, sowie dem amtierenden und damit vor-qualifizierten Gauliga-Meister SV Dessau 05, dann insgesamt respektable vier Gau-Vertreter die überregionalen Runden der Pokal-Saison 1939. Der Gau Nordmark stellte hierfür fünf und der Gau Niedersachsen drei Vereine für den weiteren Fortgang des Wettbewerbs.
Die drei Vorrunden sind nicht abgebildet, weil sie in Literatur und zeitgenössischen Publikationen in nur äußerst spärlicher Form aufzufinden sind. So beschränkt sich der Inhalt als Gegenstand der statistischen Darstellung, auf die Zwischen- und Hauptrunden des hier beleuchteten Gau Mitte. [ Notiz: unterklassige Vereine ohne automatisches Los-Heimrecht.]
Ab der ersten Zwischenrunde, bewarben sich insgesamt 119 Vereine der Gau-Region um den Einzug in die erste Schlussrunde.

## 1. Zwischenrunde

### Magdeburg-Anhalt
Die Spiele fanden vorwiegend am 19. Februar 1939 statt.

Es waren 11 Vereine aus der Bezirksklasse Magdeburg-Anhalt und dazu 17 Vereine aus unteren Klassen für die erste Zwischenrunde qualifiziert. [ 28 gesamt ]
[ Regel-Spieltag: Sonntag, 19. Februar 1939 ]
| Datum  | Heim                  | Ergebnis  | Auswärts                      |
| ------ | --------------------- | --------- | ----------------------------- |
| 19.02. | Askania Aschersleben  | 4:6       | VfL Germania Halberstadt (BK) |
| 19.02. | SC Oschersleben       | 0:3       | VfL Germania Wernigerode (BK) |
| 19.02. | SpVgg 04 Thale (BK)   | 2:3       | Teutonia Aschersleben         |
| 19.02. | SV 07 Bernburg        | 5:1       | FC Preußen Burg (BK)          |
| 19.02. | SV 09 Staßfurt (BK)   | 7:1       | VfB 06 Schönebeck             |
| 19.02. | MSC Preußen 99 (BK)   | 0:1       | VfB Gr.Ottersleben            |
| 19.02. | Burger BC 08          | 2:0       | VfL Viktoria-Neustadt (BK)    |
| 19.02. | Roßlauer TV           | 2:3 n. V. | FC Mildensee (BK)             |
| 19.02. | SV 02 Köthen          | 4:2       | FC Wacker Bernburg (BK)       |
| 19.02. | Siegfried 09 Wahrburg | 0:2       | Saxonia Tangermünde (BK)      |
| 19.02. | SG Bornsen            | 0:1       | Viktoria 09 Stendal (BK)      |
| 19.02. | Dessauer SV 98        | 8:2       | LSV Kochstedt                 |
| 19.02. | SV Wustrow            | 2:0       | FC Bismarck 1920              |
| 26.02. | VfL 1887 Welsleben    | 0:2       | Germania Wolmirstedt          |

### Halle-Merseburg
Die Spiele fanden vorwiegend am 19. Februar 1939 statt.

Es waren 13 Vereine aus der Bezirksklasse Halle-Merseburg und dazu 37 Vereine aus unteren Klassen für die erste Zwischenrunde qualifiziert. [ 50 gesamt ]
[ Regel-Spieltag: Sonntag, 19. Februar 1939 ]
| Datum  | Heim                       | Ergebnis  | Auswärts                     |         |
| ------ | -------------------------- | --------- | ---------------------------- | ------- |
| 19.02. | FV Sportfreunde Halle (BK) | 12:20     | Teutonia Siersleben          |         |
| 19.02. | MSV Wittenberg             | 2:0       | VfL 1911 Bitterfeld (BK)     |         |
| 19.02. | TuS Bad Dürrenberg         | 2:3 n.V.  | FC Wacker Halle (BK)         |         |
| 19.02. | SpVg 1910 Zeitz (BK)       | 10:30     | Zeitzer BSC                  |         |
| 19.02. | SV Halle 98 (BK)           | 8:4       | FC Preußen Merseburg         |         |
| 19.02. | VfL 1912 Merseburg (BK)    | 4:3 n. V. | SV 1922 Großkayna            |         |
| 19.02. | TuS 1919 Leuna (BK)        | 4:0       | SB Giebichenstein-Halle      |         |
| 19.02. | Blau-Weiß Altdorf          | 1:4       | Borussia 02 Halle (BK)       |         |
| 19.02. | MTV Weißenfels             | 1:7       | Schwarz-Gelb Weißenfels (BK) |         |
| 19.02. | VfB Zahna                  | 1:5       | TuSB Piesteritz (BK)         |         |
| 19.02. | SV Holzweißig (BK)         | 2:3       | SpVgg Pouch                  |         |
| 19.02. | SV Hohenmölsen             | 3:2 n. V. | SF Naundorf (BK)             |         |
| 19.02. | FC 1910 Ammendorf (BK)     | -:-       |                              | vakant  |
| 19.02. | SpVgg Landsberg            | -:-       |                              | vakant  |
| 19.02. | Concordia Delitzsch        | 6:2       | Fortuna Mückenberg           |         |
| 19.02. | Alemannia Jessen           | 1:1       | VfB Hohenleipisch            |         |
| 19.02. | LSV Halle                  | 4:2       | Rb./TuSV Eilenburg           |         |
| 19.02. | SC Grana                   | 2:0       | SV Teuchern                  |         |
| 19.02. | SF Oberröblingen           | 0:4       | VfR Wansleben                |         |
| 19.02. | SC Bad Frankenhausen       | 4:2       | SF Leubingen                 |         |
| 19.02. | VfR Dingelstädt            | 5:3       | VfB Mühlhausen a             | M/Gv/TH |
| 19.02. | SC Leinefelde              | 3:1       | SV Niederorschel             |         |
| 19.02. | VfB Gr.-Werther            | 4:3       | TuSV Bleicherode             |         |
| 19.02. | VfB Sangerhausen           | 2:3 n. V. | VfB Oberröblingen            |         |
| 19.02. | TV Salza                   | 2:4       | SC Favorit Halle             |         |
| /      | SC Benneckenstein          | Freilos   |                              |         |

#### Wiederholungsspiel
| Datum  | Heim              | Ergebnis  | Auswärts         |
| ------ | ----------------- | --------- | ---------------- |
| 26.02. | VfB Hohenleipisch | 4:2 n. V. | Alemannia Jessen |

### Thüringen
Die Spiele fanden vorwiegend am 19. Februar 1939 statt.

Es waren 11 Vereine aus der Bezirksklasse Thüringen und dazu 30 Vereine aus unteren Klassen für die erste Zwischenrunde qualifiziert. [ 41 gesamt ]
[ Regel-Spieltag: Sonntag, 19. Februar 1939 ]
| Datum  | Heim                   | Ergebnis  | Auswärts              |        |
| ------ | ---------------------- | --------- | --------------------- | ------ |
| 19.02. | SC Apolda (BK)         | 2:1       | Sportring BV Erfurt   |        |
| 19.02. | TuS Schott Jena        | 1:1 n. V. | VfB Apolda (BK)       |        |
| 19.02. | Phönix Pößneck         | 3:1       | VfB Pößneck (BK)      |        |
| 19.02. | 1. SV 04 Gera (BK)     | 4:3 n. V. | TuRV Weißenfels       |        |
| 19.02. | TV Meuselwitz          | 2:6       | FSV Rositz (BK)       |        |
| 19.02. | SV Neustadt/Orla       | 3:2       | FC Wacker Gera (BK)   |        |
| 19.02. | BC 07 Arnstadt         | 2:3       | VfB Sömmerda (BK)     |        |
| 19.02. | 1. SV 06 Suhl          | 1:6       | SC Erfurt 95 (BK)     |        |
| 19.02. | SV 04 Breitungen (BK)  | 4:3       | VfL Ruhla             |        |
| 19.02. | 1.FC 04 Sonneberg (BK) | 5:7       | SpVgg Siemens Neuhaus |        |
| 19.02. | TuSV Haselbach         | 3:1       | SC Oberlind (BK)      |        |
| 19.02. | SV Kahla               | 2:3       | SC Hermsdorf          |        |
| 19.02. | FV Germania Ilmenau    | 2:1       | Union Zella-Mehlis    |        |
| 19.02. | FC Wacker Gotha        | 4:2       | TSG Gispersleben      |        |
| 19.02. | Borussia Eisenach      | 3:2       | VfB 04 Erfurt         |        |
| 19.02. | Wehrmacht Mühlhausen   | 3:3 n. V. | SpVgg Schlotheim      |        |
| 19.02. | SpVgg 06 Zella-Mehlis  | 1:4       | SpVgg Heinrichs Suhl  |        |
| 19.02. | Eintracht Altenburg    | 4:1       | VfL Altenburg         |        |
| 19.02. | Tgde.Debschwitz        | 2:3       | TV Adelheid Greiz     |        |
| 26.02. | VfL Grümpen            | -:-       |                       | vakant |

#### Wiederholungsspiele
| Datum  | Heim             | Ergebnis  | Auswärts             |
| ------ | ---------------- | --------- | -------------------- |
| 26.02. | VfB Apolda (BK)  | 3:1       | TuS Schott Jena      |
| 26.02. | SpVgg Schlotheim | 0:0 n. V. | Wehrmacht Mühlhausen |

#### 2. Wiederholungsspiel
| Datum  | Heim                 | Ergebnis | Auswärts         |        |
| ------ | -------------------- | -------- | ---------------- | ------ |
| ??.??. | Wehrmacht Mühlhausen | -:-      | SpVgg Schlotheim | vakant |

## 2. Zwischenrunde

### Magdeburg-Anhalt
Alle Spiele fanden am 5. März 1939 statt.
[ Regel-Spieltag: Sonntag, 05. März 1939 ]
| Datum  | Heim                     | Ergebnis  | Auswärts                |         |
| ------ | ------------------------ | --------- | ----------------------- | ------- |
| 05.03. | VfL Germania Wernigerode | 3:2       | SV 02 Köthen            |         |
| 05.03. | VfL Germania Halberstadt | 4:3       | Dessauer SV 98          |         |
| 05.03. | VfB Gr.-Ottersleben      | 1:0       | SV 09 Staßfurt          |         |
| 05.03. | Germania Wolmirstedt     | 3:5       | SV 07 Bernburg          |         |
| 05.03. | Teutonia Aschersleben    | 1:4       | FV Sportfreunde Halle b | H/Gv/HM |
| 05.03. | Saxonia Tangermünde      | 9:1       | Burger BC 08            |         |
| 05.03. | Viktoria 09 Stendal      | 0:3       | SV Wustrow              |         |
| 05.03. | FC Mildensee             | 2:3 n. V. | MSV Wittenberg c        | W/Gv/HM |

### Halle-Merseburg
Alle Spiele fanden am 5. März 1939 statt.
[ Regel-Spieltag: Sonntag, 05. März 1939 ]
| Datum  | Heim                    | Ergebnis  | Auswärts            |         |
| ------ | ----------------------- | --------- | ------------------- | ------- |
| 05.03. | VfB Oberröblingen       | 3:1       | SC Apolda d         | A/Gv/TH |
| 05.03. | TuSB Piesteritz         | 3:1       | SpVgg Landsberg     |         |
| 05.03. | SpVgg Pouch             | 2:1       | TuS 1919 Leuna      |         |
| 05.03. | FC Wacker Halle         | 5:1       | Concordia Delitzsch |         |
| 05.03. | Borussia 02 Halle       | 3:1       | FC 1910 Ammendorf   |         |
| 05.03. | SC Favorit Halle        | 3:2       | SV Halle 98         |         |
| 05.03. | VfR Wansleben           | 0:1       | VfL 1912 Merseburg  |         |
| 05.03. | VfR Dingelstädt         | 8:2       | SC Leinefelde       |         |
| 05.03. | VfB Gr.-Werther         | w/o       | SC Benneckenstein   |         |
| 05.03. | Schwarz-Gelb Weißenfels | 4:2       | SV Hohenmölsen      |         |
| 05.03. | VfB Hohenleipisch       | 3:2 n. V. | LSV Halle           |         |

### Thüringen
Die Spiele fanden alle vorwiegend am 5. März 1939 statt.
[ Regel-Spieltag: Sonntag, 05. März 1939 ]
| Datum  | Heim                  | Ergebnis  | Auswärts               |          |
| ------ | --------------------- | --------- | ---------------------- | -------- |
| 05.03. | VfB Sömmerda          | 2:1       | SC Bad Frankenhausen e | BF/Gv/HM |
| 05.03. | VfB Apolda            | 3:5       | Phönix Pößneck         |          |
| 05.03. | FC Wacker Gotha       | 4:0       | FV Germania Ilmenau    |          |
| 05.03. | SC Erfurt 95          | 4:1       | Borussia Eisenach      |          |
| 05.03. | SC Hermsdorf          | 3:3 n. V. | 1. SV 04 Gera          |          |
| 05.03. | Wehrmacht Mühlhausen  | 2:4       | SV 04 Breitungen       |          |
| 05.03. | FSV Rositz            | 6:0       | SC Grana f             | G/Gv/HM  |
| 05.03. | Eintracht Altenburg   | 2:6       | SpVg 1910 Zeitz g      | Z/Gv/HM  |
| 05.03. | TV Adelheid Greiz     | 5:3       | SV Neustadt/Orla       |          |
| 05.03. | SpVgg Heinrichs Suhl  | w/o       | TuSV Haselbach         |          |
| 05.03. | SpVgg Siemens Neuhaus | 6:0       | VfL Grümpen            |          |

#### Wiederholungsspiel
| Datum  | Heim          | Ergebnis | Auswärts     |
| ------ | ------------- | -------- | ------------ |
| 12.03. | 1. SV 04 Gera | 7:0      | SC Hermsdorf |

## 3. Zwischenrunde

### Magdeburg-Anhalt
Alle Spiele fanden am 19. März 1939 statt.
[ Regel-Spieltag: Sonntag, 19. März 1939 ]
| Datum  | Heim                     | Ergebnis  | Auswärts            |         |
| ------ | ------------------------ | --------- | ------------------- | ------- |
| 19.03. | SV 07 Bernburg           | 4:0       | VfB Gr.-Ottersleben |         |
| 19.03. | VfL Germania Wernigerode | 2:1       | TuSB Piesteritz h   | P/Gv/HM |
| 19.03. | SV Wustrow               | 2:1 n. V. | Saxonia Tangermünde |         |
| 19.03. | VfL Germania Halberstadt | 5:2       | FC Wacker Halle i   | W/Gv/HM |

### Halle-Merseburg
Alle Spiele fanden am 19. März 1939 statt.
[ Regel-Spieltag: Sonntag, 19. März 1939 ]
| Datum  | Heim                    | Ergebnis | Auswärts          |         |
| ------ | ----------------------- | -------- | ----------------- | ------- |
| 19.03. | Schwarz-Gelb Weißenfels | 0:1      | SC Erfurt 95 j    | E/Gv/TH |
| 19.03. | Borussia 02 Halle       | 4:1      | VfB Oberröblingen |         |
| 19.03. | SpVg 1910 Zeitz         | 7:1      | FSV Rositz k      | R/Gv/TH |
| 19.03. | FV Sportfreunde Halle   | 2:0      | SpVgg Pouch       |         |
| 19.03. | VfL 1912 Merseburg      | 1:4      | SC Favorit Halle  |         |
| 19.03. | MSV Wittenberg          | -:-      | VfB Hohenleipisch | vakant  |

### Thüringen
Alle Spiele fanden am 19. März 1939 statt.
[ Regel-Spieltag: Sonntag, 19. März 1939 ]
| Datum  | Heim                 | Ergebnis | Auswärts              |         |
| ------ | -------------------- | -------- | --------------------- | ------- |
| 19.03. | 1. SV 04 Gera        | 5:3      | TV Adelheid Greiz     |         |
| 19.03. | SpVgg Heinrichs Suhl | 7:3      | FC Wacker Gotha       |         |
| 19.03. | Phönix Pößneck       | 2:0      | SpVgg Siemens Neuhaus |         |
| 19.03. | SV 04 Breitungen     | 4:2      | VfR Dingelstädt l     | D/Gv/HM |
| 19.03. | VfB Sömmerda         | 10:30    | VfB Gr.-Werther m     | W/Gv/HM |

## 1. Hauptrunde
Die Spiele fanden vorwiegend am 16. April 1939 statt.

Zu den 15 qualifizierten Vereinen, stießen 9 Gau-Ligisten hinzu.
[ Regel-Spieltag: Sonntag, 16. April 1939 ]
| Datum  | Heim                      | Ergebnis  | Auswärts                 |
| ------ | ------------------------- | --------- | ------------------------ |
| 16.04. | SV Merseburg 99 (GL)      | 1:1 n. V. | VfL Germania Halberstadt |
| 16.04. | FV Fortuna Magdeburg (GL) | 2:1       | SV Wustrow               |
| 16.04. | SV 07 Bernburg            | 1:0       | CV Magdeburg (GL)        |
| 16.04. | FC Thüringen Weida (GL)   | w/o       | FV Sportfreunde Halle    |
| 16.04. | Phönix Pößneck            | 2:3       | 1. SV 03 Jena (GL)       |
| 16.04. | SpVgg Erfurt (GL)         | 1:2       | VfB Sömmerda             |
| 16.04. | SV 04 Breitungen          | 2:3       | 1. FC 07 Lauscha (GL)    |
| 16.04. | SV 08 Steinach (GL)       | 3:0       | SpVgg Heinrichs Suhl     |
| 16.04. | 1. SV 04 Gera             | 5:3       | Borussia 02 Halle        |
| 16.04. | SC Erfurt 95              | 1:0       | SpVg 1910 Zeitz          |
| 23.04. | VfL Halle 96 (GL)         | 5:4 n. V. | VfL Germania Wernigerode |
| 23.04. | SC Favorit Halle          | 1:3       | VfB Hohenleipisch        |

### Wiederholungsspiel
| Datum  | Heim                     | Ergebnis        | Auswärts             |
| ------ | ------------------------ | --------------- | -------------------- |
| 23.04. | VfL Germania Halberstadt | (L)2:2 n. V.(L) | SV Merseburg 99 (GL) |

## 2. Hauptrunde
Alle Spiele fanden am 7. Mai 1939 statt.

Von insgesamt achtzehn Gaugruppen-Ansetzungen der zweiten Hauptrunde, wurden zwölf Ansetzungen gau-treu, sechs gau-übergreifend ausgelost.

So hatten auch zwei der zwölf qualifizierten Vereine aus dem Gau Mitte, gegen Vereine des Gau Niedersachsen anzutreten.
[ Regel-Spieltag: Sonntag, 07. Mai 1939 ]
| Datum  | Heim                             | Ergebnis | Auswärts             |         |
| ------ | -------------------------------- | -------- | -------------------- | ------- |
| 07.05. | Eintracht Braunschweig (GL NS) n | 7-0      | FV Fortuna Magdeburg | B/Gv/NS |
| 07.05. | 1.SC Göttingen 05 (BK SB) o      | w/o      | SV 07 Bernburg       | G/Gv/NS |
| 07.05. | FC Thüringen Weida               | 4-1      | SC Erfurt 95         |         |
| 07.05. | 1. SV 04 Gera                    | 7-0      | 1. FC 07 Lauscha     |         |
| 07.05. | VfL Germania Halberstadt         | 1-3      | VfL Halle 96         |         |
| 07.05. | VfB Hohenleipisch                | 1-6      | SV 08 Steinach       |         |
| 07.05. | VfB Sömmerda                     | 1-4      | 1. SV 03 Jena        |         |

## 3. Hauptrunde

### Gaugruppe 1
Die Spiele fanden vorwiegend am 21. Mai 1939 statt.

In der dritten Hauptrunde trafen achtzehn qualifizierte Vereine der gesamten Gaugruppe nach freier Auslosung aufeinander.
[ Regel-Spieltag: Sonntag, 21. Mai 1939 ]
| Datum  | Heim                          | Ergebnis  | Auswärts                       |
| ------ | ----------------------------- | --------- | ------------------------------ |
| 21.05. | 1. SV 03 Jena (GL MI)         | 8:0       | SV Hötensleben (BK SB)         |
| 21.05. | VfL Halle 96 (GL MI)          | 3:1       | Hannover 96 (GL NS)            |
| 21.05. | 1.SC Göttingen 05 (BK SB)     | 3:2       | KSV Holstein Kiel (GL NM)      |
| 21.05. | Altonaer FC 93 (GL NM)        | 0:3       | ASV Blumenthal (GL NS)         |
| 21.05. | SV 08 Steinach (GL MI)        | 1:3       | Eimsbütteler TV (GL NM)        |
| 21.05. | SV Polizei Lübeck (GL NM)     | 0:1       | Polizei SV Hamburg (GL NM)     |
| 21.05. | SC Victoria Hamburg (GL NM)   | 3:2       | Eintracht Braunschweig (GL NS) |
| 21.05. | SC Vorwärts Billstedt (BK HH) | 6:1       | TuSG 04 Schinkel (BK OH)       |
| 28.05. | 1. SV 04 Gera (BK TH)         | 1:2 n. V. | FC Thüringen Weida (GL MI)     |

## Qualifikanten & Verlauf
Folgende 12 Vereine qualifizierten sich demnach für die weiteren Runden des Wettbewerbs.
| Gau                 | Qualifikation als: | Qualifikation als:                                                                 |
| Gau                 | Gaumeister 1938/39 | Sieger der Vor-Qualifikation                                                       |
| ------------------- | ------------------ | ---------------------------------------------------------------------------------- |
| Nordmark [ 5 ]      | Hamburger SV       | Eimsbütteler TV - Polizei SV Hamburg - SC Victoria Hamburg - SC Vorwärts Billstedt |
| Niedersachsen [ 3 ] | VfL Osnabrück      | 1. SC Göttingen 05 - ASV Blumenthal                                                |
| Mitte [ 4 ]         | SV Dessau 05       | 1. SV 03 Jena - VfL Halle 96 - FC Thüringen Weida                                  |

Ab dem 20. August 1939 nahm die Gaugruppe 1 (Nordmark / Niedersachsen / Mitte), dann mit insgesamt 12 Vereinen ( 9 + 3 ), an der 1. Schlussrunde des weiteren Wettbewerbs teil. Die vier Vereine des Gau Mitte (3 Heimspiele / 1 Auswärtsspiel) schieden allesamt in dieser ersten überregional gespielten Runde aus.

[ (1) Dessau vs. TeBe Berlin 1-2   /   (2) Göttingen vs. Jena 4-3   /   (3) Halle 96 vs. Dresdner SC 0-3   /   (4) Weida vs. Berliner SV 92 1-2 ]

## Legende
- GL = Gauliga
  - NM = Nordmark //  NS = Niedersachsen // MI = Mitte
- BK = Bezirksklasse
  - MA = Magdeburg-Anhalt // HM = Halle-Merseburg // TH = Thüringen
  - HH = Hamburg // OH = Osthannover // SB = Südhannover-Braunschweig
- NA = Neuansetzung / WS = Wiederholungsspiel
- n.a. = nicht abgebildet // n.V. = nach Verlängerung
- Gv = Gastverein
- w/o = walkover (kampflos)